# Даніель Ек
Даніель Ек (нар. 21 лютого 1983, Стокгольм) — шведський підприємець і мільярдер, засновник сервісу потокового аудіо «Spotify».

## Особисте життя
Даніель Ек (шведською вимовляється Доніель Йек) народився 21 лютого 1983 року в родині з середнім достатком зі спального передмістя Стокгольма Рогсвед, у вісімдесяті знаменитого вуличною наркоманією. Його батько залишив сім'ю, коли Даніель був ще немовлям. Він спілкується з біологічним батьком раз в рік, коли той вітає Даніеля з днем народження.
Мати, Рулофс (швед. Kerstin Elisabet Ek), вихователька в початковій школі Снесетраскулан (швед. Snösätraskolan), незабаром вийшла заміж за програміста Хассе Юханссона (швед. Hasse Johansson) і народила другого сина Фелікса 6 квітня 1993 року. Фелікс Ек Юханссон працював в «Spotify» до 2017 року.
Сім'я приділяла багато уваги розвитку хлопчика і до п'яти років у Даніеля вже були гітара і комп'ютер «Commodore VIC-20», які визначили його подальшу долю.
Батьки матері — професійні музиканти: джазова піаністка і актриса Керстін Маргарета Карлссон (швед. Kerstin Margareta Karlsson) і оперний співак Йун Георг Ек (швед. John Georg Ek). Даніель грає на гітарі, бас-гітарі, барабанах, клавішних і гармоніці. У середній школі він грав у Бріт-поп-групах і співав головні партії в шкільних мюзиклах.
У сім років він міг програмувати базовий код під керівництвом вітчима. Влітку працював на поромі дядька на острові Шеппсхольмен, де любить прогулюватися зараз. У молодших класах грав у місцевому футбольному клубі, але кинув відразу зрозумівши, що він не найкращий у команді.
У 1996 році у тринадцятилітньому віці він взяв перше замовлення від сусіда на розробку на C++ і HTML CGI односторінкового сайту за сто доларів; друге замовлення прийшло від одного сусіда і Даніель Ек отримав за нього двісті доларів. Через рік ціна зросла до п'яти тисяч доларів. Також він допомагав вітчиму встановлювати інтернет-з'єднання в будинку відпочинку Рогсведа.
Навчаючись ще в початкових класах IT-гімназії в Сундбюберге з 1999 року він просив своїх однокласників писати HTML в «Adobe Dreamweaver» і верстати дизайн в Adobe Photoshop в обмін на можливість пограти в PlayStation або iPod та обіг коштів становив 15 тисяч доларів в місяць.
Домашні завдання за нього робили інші учні.
У шістнадцять він відправив резюме до «Google», але йому відмовили через відсутність диплома.
У 2000 році він надавав консультаційні послуги з розробки інтернет-сервісів компанії «Spray Network». А зарплату витрачав на придбання серверів, записуючих телевізійні програми для подальшого зливу в інтернет, коли заробіток досяг 50 тисяч доларів в місяць. Його батьки вперше відмітили, що щось відбувається, коли він купив додому широкоформатні ТБ, колекційні гітари (одна з яких «Fender Stratocaster» 1957 року) і відео-ігри. Але вчителі в школі запевнили батьків, що все чудово і їх син-філантроп і круглий відмінник навчає молодші класи вебверстці.
У вісімнадцять років він провів рік у турі з рок групою, але потім група знайшла іншого гітариста. Даніель Ек розумів, що щоб стати професійним музикантом треба репетирувати шість годин на день, але не репетирував і група перестала запрошувати Даніеля на репетиції, про що шкодує досі.
У 2007—2010 роках постійно проживав у Лондоні. З 2014 року живе в квартирі площею 322 м2 на Біргер-Ярлсгатан.
27 серпня 2016 року Даніель одружився із шведською журналісткою Софією Марією Левандер, з якої перебував у відносинах з літа 2012 року. Вони познайомилися у ресторані в Коста-Риці і Даніель відмовився давати їй інтерв'ю, у відповідь Софія пізніше написала йому гнівного листа про неприпустимість його грубого поводження.
Пара виховує двох доньок — Еліссу (нар. 15 червня 2013) і Колінн (нар. 18 березня 2015).
Він у дружніх стосунках засновником «Facebook» Марком Цукербергом, інвестором Шоном Паркером, і з менеджером Аріаною Гранде та Джастіна Бібера — Скутером Брауном, який також володіє пакетом акцій «Spotify».
Даніель Ек любить грати в пінг-понг і «FIFA» на «PlayStation».
Водить «Porsche Cayenne». У лютому 2019 року придбав червону «Tesla Model 3» для дружини.

## Кар'єра
У червні 2002 року він закінчив гімназію, купив батькам новий будинок, і вступив до Королівського технологічного інституту на інженерний факультет, але після восьми тижнів вивчення тільки теоретичної математики і більше нічого, він кинув навчання заради бізнесу. Він швидко зрозумів, що не стане найкращим програмістом. Журналісти шведської газети «Svenska Dagbladet» стверджують, що його ім'я не значиться в архіві університету.
Він створює низку проектів у сфері пошукових систем і наймає людей. Коли число співробітників його компаній досягло 25, шведська податкова надіслала йому штраф у 200 тисяч доларів за підприємницьку діяльність без сплати податків. Даніель витрачав усе, що заробляв і переживав, що йому доведеться звільняти людей, а пізніше у 2005 році він продав чотири засновані ним компанії і виплатив борг.
У 2002—2005 роках працював технічним директором «Jajja Communications», де керував 15 підлеглими.
У 2005—2006 роках Даніель Ек обіймав технічну посаду для інтернет-аукціону «Tradera» (пізніше продану «eBay»).
Восени 2005 року починає консультувати нову ігрову компанію «Stardoll», але відразу попереджає власників, що збирається створити свою компанію і незабаром залишить посаду. З запуском гри в травні 2006 року він звільняється, забираючи з собою частину співробітників.
Восени 2005 року його компанія «Advertigo» перевіряє безпеку онлайн-оголошень клієнтів шведської рекламної фірми «Tradedoubler», завдяки чому він знайомиться з засновником останньої — Мартіном Лорентсоном.
Даніель купив автомобіль «Ferrari Modena», в січні 2006 року та переїхав до трьох-кімнатної квартири на вулицю Хагагатан. Він намагався познайомитися з дівчатами і став відвідувати елітні клуби Стюреплана, але незабаром усвідомив, що має труднощі в спілкуванні, а ті люди, які оточили його, більше цікавилися його грошима, ніж ним, і зрадять, якщо у нього настануть важкі часи. Пізніше він пояснював свою поведінку боротьбою з комплексами і спробами бути хлопцем, набагато крутіше, ніж він є насправді. За характером він флегматичний, тихий і скромний. Взимку Даніель впав у депресію, переїхав до будинку лісі за двадцять кілометрів від Стокгольма, де грав на гітарі, збираючись стати бідним музикантом.
У березні 2006 року за продаж «Advertigo» він отримав 1,25 мільйона доларів і ще мільйон за патенти. Мартін знайомить його із засновником «μTorrent», Людвігом Стрігеусом, який не знав, що робити із сервісом, що набирав піратську популярність і Даніель викуповує у нього «μTorrent», розповівши, що у них є ідея легального музичного сервісу, куди він запрошує Людвіга програмістом. Незабаром він продав «μTorrent» компанії «BitTorrent».
Даніель Ек є інвестором «Werlabs», «student.com» і підтримує благодійну організацію «Charity: Water».

## Spotify
Він подружився з Мартіном, який також розчарувався в грошах без сенсу, і вони вирішили заснувати компанію, яка могла б повернути їм радість життя. Мартін покинув пост директора і перевів Даніелю мільйон євро. У квітні 2006 року вони зареєстрували Spotify, одержуючи прибуток з показу рекламних оголошень — з бізнесу, з яким Мартін і Даніель були добре знайомі. А ось з музичним бізнесом вони не були знайомі і зовсім не очікували такої впертості рекорд-компаній.
На те, щоб створити сайт, знадобилося кілька тижнів. На переговори з рекорд-компаніями пішли два роки і п'ять мільйон доларів Мартіна за «прокат» прав. Ще з 2012 по 2018 роки він витратив на розвиток 6 % своєї частки в компанії і зараз володіє всього 9,2 % за право голосу на 37,3 %. На грудень 2018 року вартість частки Даніеля дорівнює від 800 мільйонів до 2,2 мільярдів доларів.
Головною причиною занепаду музичного бізнесу він називає відсутність довіри між усіма учасниками процесу — авторами, виконавцями, менеджерами, власниками звукозаписних студій.
Його роль в компанії полягає в розробці стратегій розвитку і постановці від семи до десяти тижневих, місячних, квартальних і річних завдань, які називає місіями, для восьми директорів. Якщо місії не виконуються — він звільняє директора.
Велику частину часу він проводить на самоті біля маркерної дошки, плануючи до трьох днів без сну; у перші роки він просто бродив по офісу і розмовляв з усіма співробітниками, але коли компанія почала набирати до тисячі нових співробітників у рік — перестав.
Він працює тиждень в офісі в Нью-Йорку, решту часу — в Стокгольмі.
Даніель не бере активної участі в розвитку функцій сервісу, спочатку він був проти ставки на плейлисти і «Discover Weekly», які стали головними відмітними особливостями «Spotify». Також він був проти рекламної кампанії «Три пробних місяці за 99 центів», яка дала кілька мільйонів постійних платних користувачів. Раніше стратегією розвитку сервісу було збільшення функцій, компанія мала до 100 ідей у розробці одночасно, але більша частина з них провалювалася і Даніель відмовився від такої моделі на догоду десяти місій.

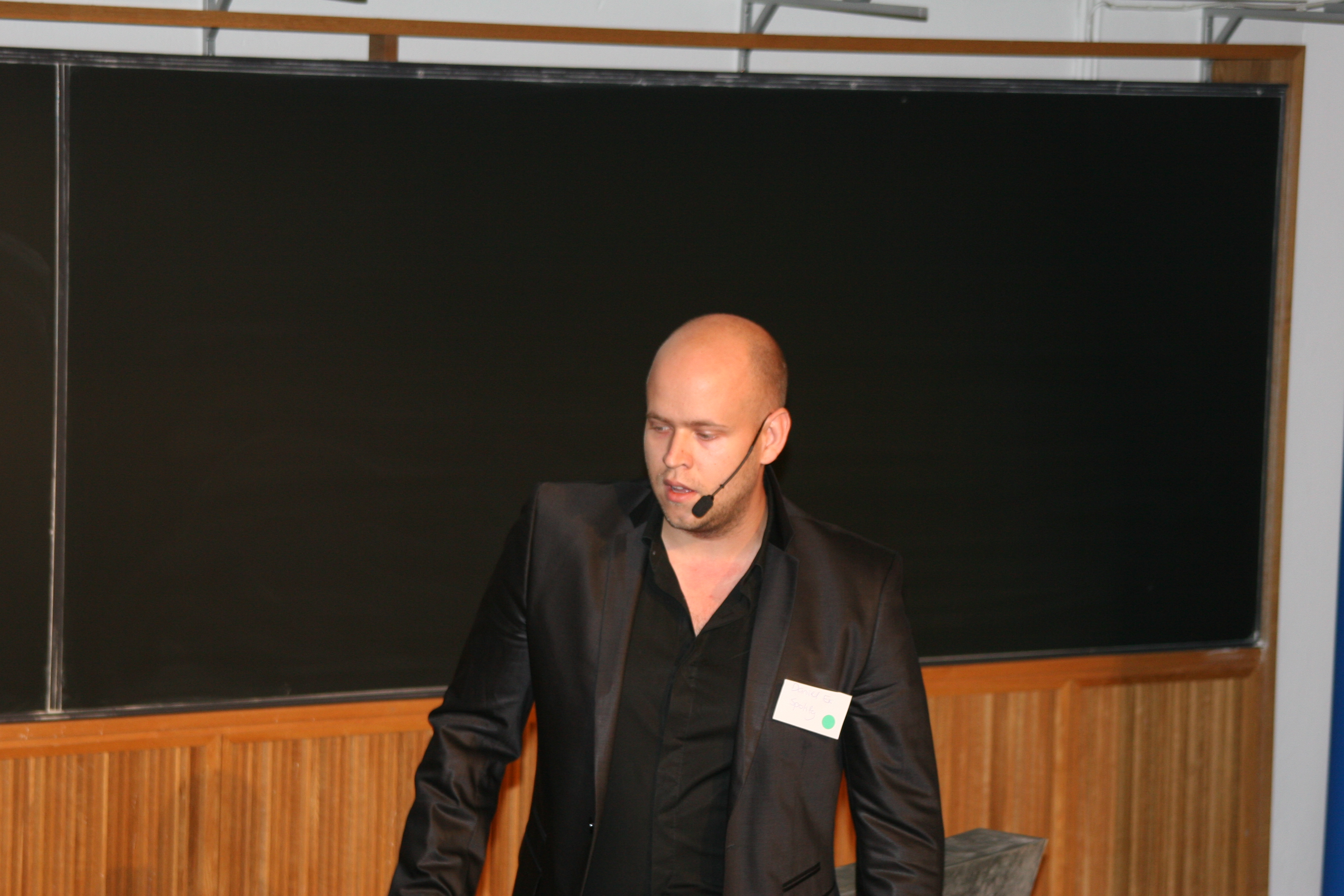
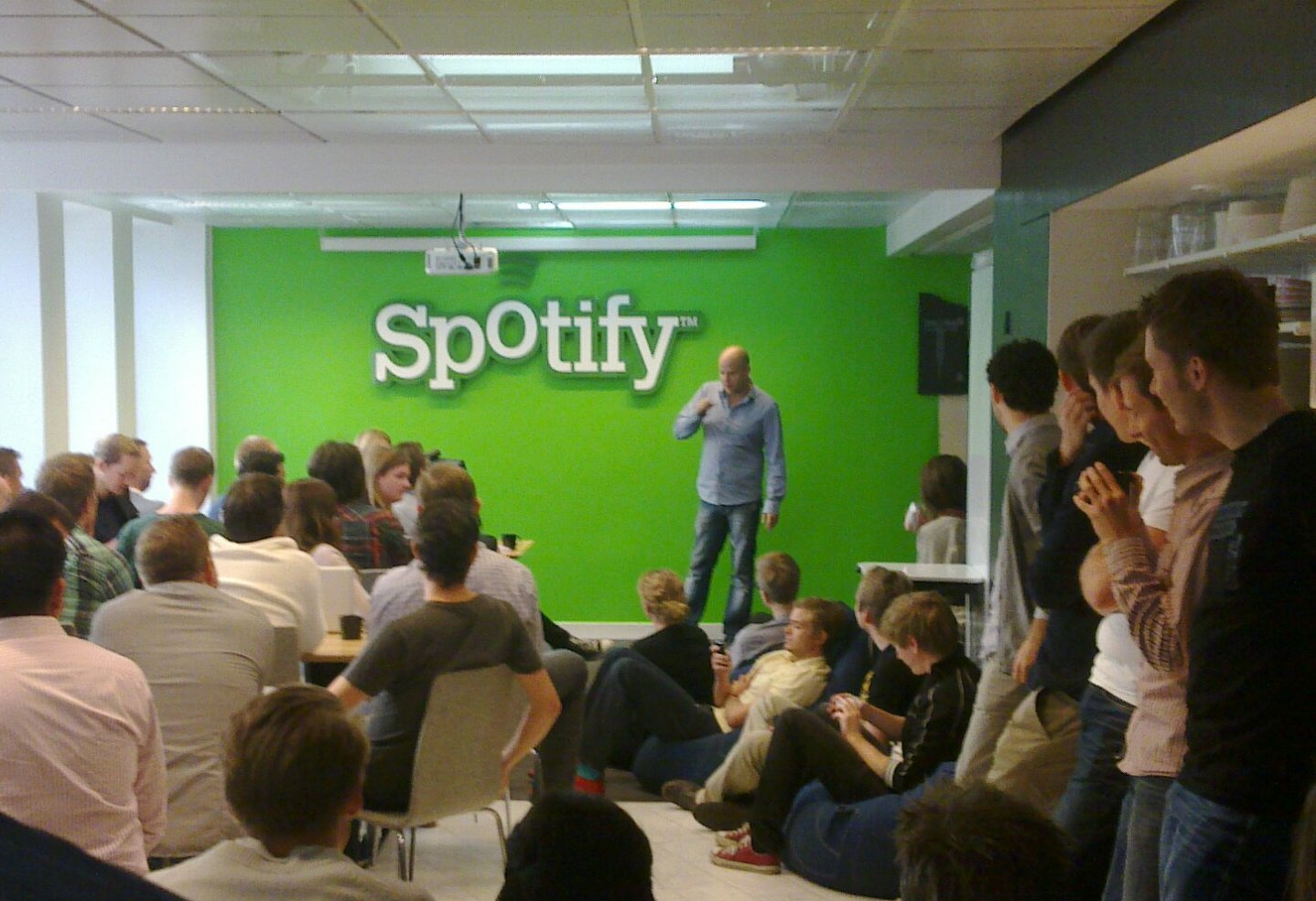
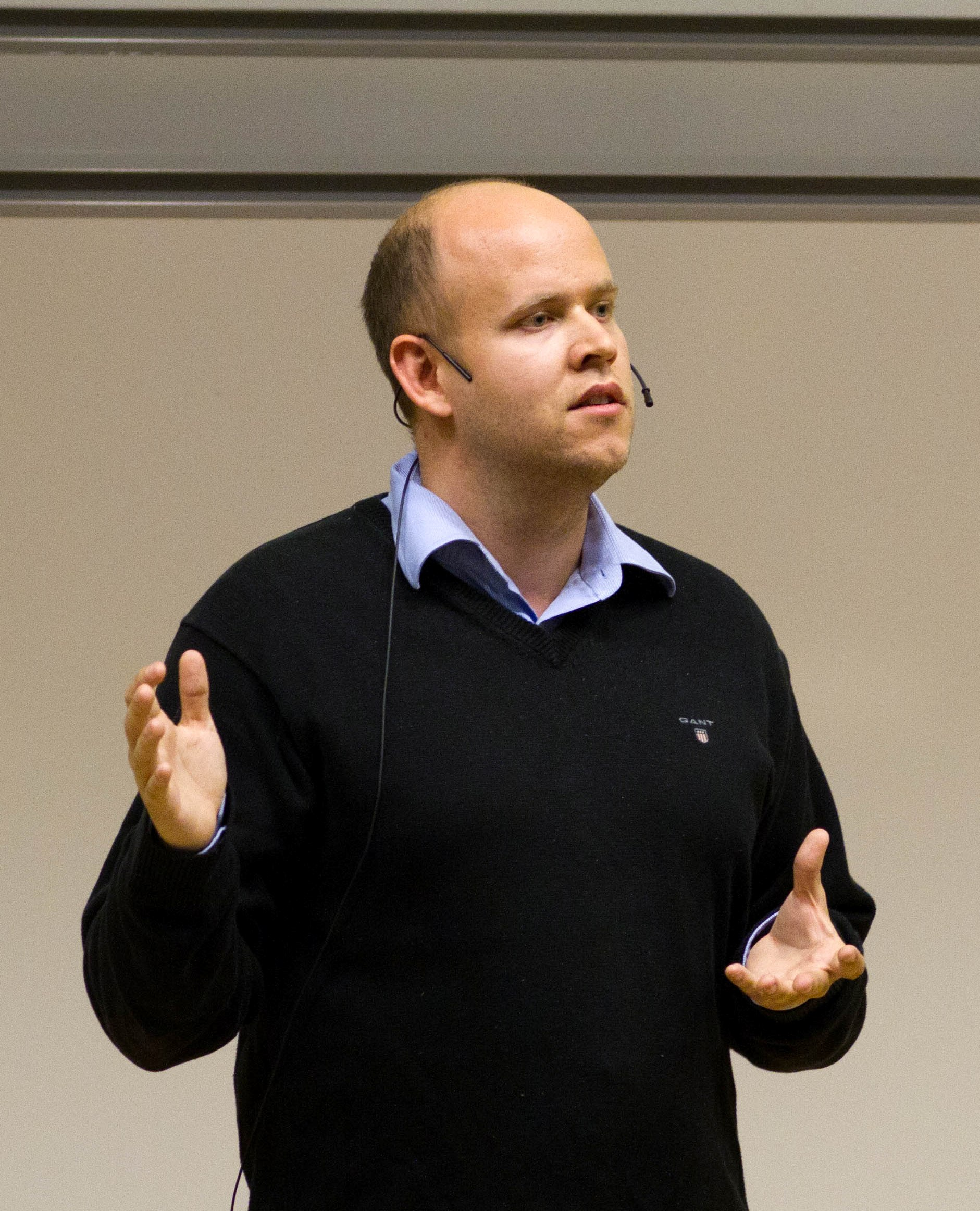
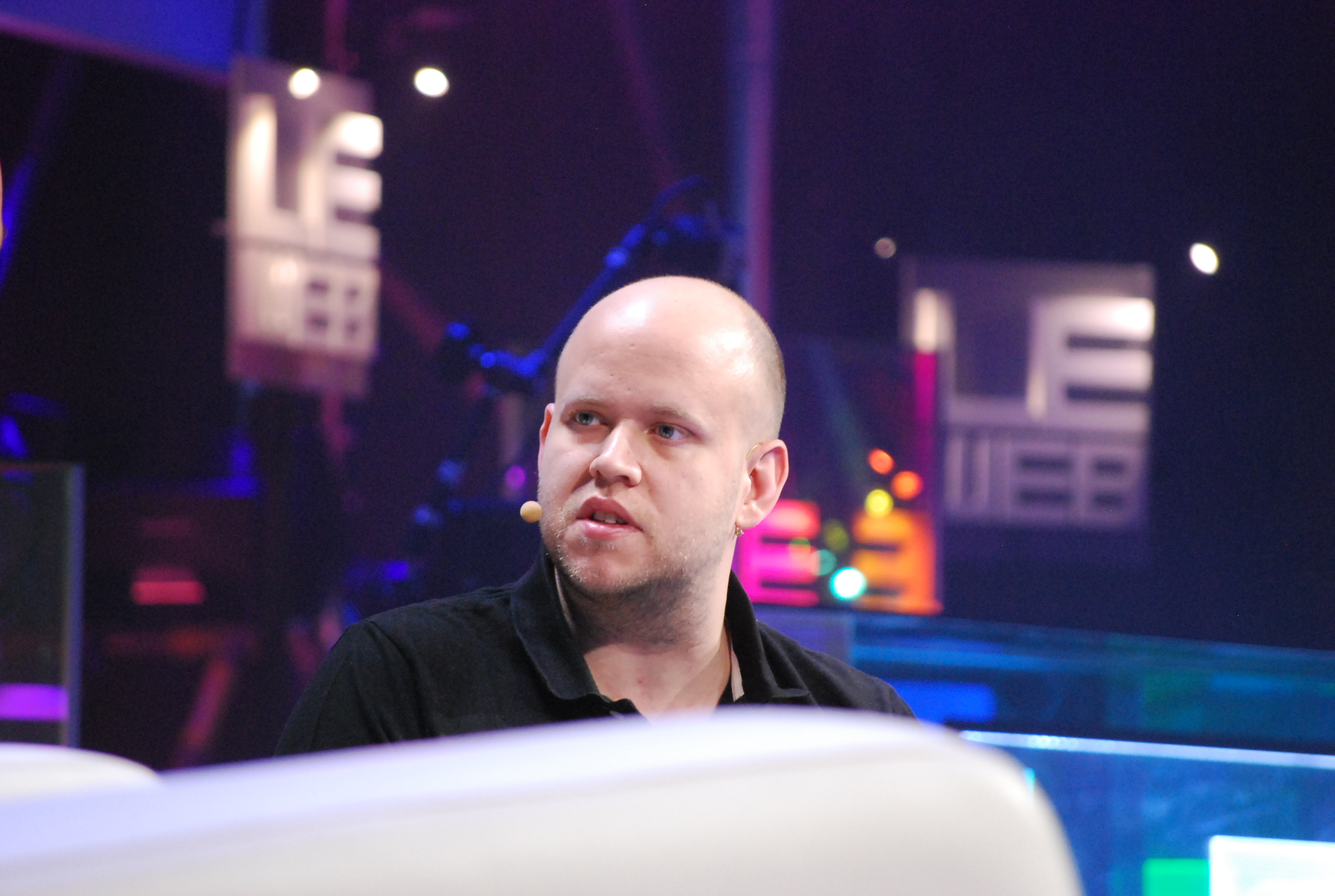